# Lê Quang Tung
Lê Quang Tung (1919-1963), nguyên là một sĩ quan cao cấp của Quân lực Việt Nam Cộng hòa, cấp bậc Đại tá. Ông xuất thân từ ngành Cảnh sát Quốc gia, sau được đồng hóa sang Quân đội, ông được thụ huấn từ những khóa đầu tiên tại Trường sĩ quan trừ bị được Chính phủ Quốc gia mở ra ở miền Nam Việt Nam vào đầu thập niên 50. Ông từng giữ chức Tư lệnh Lực lượng Đặc biệt Việt Nam Cộng hòa, kiêm Chỉ huy trưởng Lữ đoàn Liên binh Phòng vệ Phủ Tổng thống, từ năm 1960 cho đến khi bị sát hại trong Cuộc đảo chính tại Việt Nam Cộng hòa năm 1963 lật đổ Tổng thống Ngô Đình Diệm. CIA từng xếp ông là người có quyền lực nhất ở miền Nam Việt Nam sau anh em ông Diệm và ông Nhu.

## Thân thế và sự nghiệp
Ông sinh ngày 13 tháng 6 năm 1919 tại Giáo xứ An Vân, thuộc làng An Vân Thượng, xã Hương An, huyện Hương Trà, tỉnh Thừa Thiên, trong một gia đình trung nông theo đạo Công giáo. Thiếu thời ông học Tiểu học và Trung học ở Huế.. Năm 1943, ông thi đậu Trung học đệ nhất cấp với văn bằng Thành chung.

### Ngành An ninh Liên hiệp Pháp
Sinh ra và lớn lên trong một gia đình Công giáo mộ đạo, ông sớm hình thành đức tin cuồng tín và chống Cộng mãnh liệt. Vì vậy, sau khi Pháp tái chiếm Huế (ngày 7 tháng 2 năm 1947) trong cuộc Chiến tranh Đông Dương, gia đình ông và nhiều gia đình khác cùng thôn hồi cư. Ngay sau đó ông bắt đầu làm việc cho cơ quan An ninh ở Huế do Thủ hiến Trần Văn Lý thành lập. Sau đó, ông được cử đi làm Trưởng ty An ninh ở Quảng Trị.
Tháng 6 năm 1948, ông Phan Văn Giáo lên làm Quốc vụ khanh kiêm Tổng trấn Trung Kỳ. Với sự ra đời của "Giải pháp Bảo Đại" và chuẩn bị tiến tới thành lập Quốc gia Việt Nam, chính quyền Pháp đã tiến hành cải tổ nhẹ cơ sở cai trị tại Đông Dương. Tuy bộ máy hành chính vẫn giữ nguyên, nhưng tên gọi các cơ quan và các chức vụ hành chính được đổi tên để tránh gợi nhớ lại thời thuộc địa trước đây. Cấp Kỳ được đổi sang cấp Phần. Các chức vụ Chủ tịch Ủy ban Lâm thời Hành chánh và Xã hội Bắc Kỳ, Hội trưởng Hội đồng Chấp chánh Lâm thời Trung Kỳ, Thủ tướng Nam Kỳ, được đổi thành chức vụ Thủ hiến Bắc phần, Trung phần và Nam phần. Các Sở An ninh cũng được đổi thành Nha Công an. Năm 1950, ông được thuyên chuyển về làm việc tại Nha Công an Trung phần ở Huế do ông Trần Trong Sanh làm Giám đốc.

### Quân đội Quốc gia Việt Nam
Vào khoảng năm 1950, có lẽ trong thời gian tùng sự tại Huế, ông tham gia phong trào thanh niên Công giáo tại miền Trung, chịu ảnh hưởng chủ thuyết Cần lao Nhân vị do ông Ngô Đình Cẩn lãnh đạo, nên ông gia nhập vào đảng này với tư cách hội viên cảm tình đảng.
Năm 1952, ông được gọi đi học khóa 2 sĩ quan trừ bị Nam Định nhưng trường này chỉ đào tạo có một khóa là khóa 1 Lê Lợi rồi ngưng tiếp nhận thí sinh. Do đó ông được chuyển vào Trường sĩ quan trừ bị Thủ Đức ở trong Nam. Vì trường Thủ Đức chưa xây dựng hoàn chỉnh nên đến năm 1953 ông mới được nhập học vào khóa 3 phụ, khai giảng ngày 1 tháng 9 năm 1953. Ngày 16 tháng 3 năm 1954 mãn khóa tốt nghiệp với cấp bậc Thiếu úy và chính thức trở thành đảng viên đảng Cần lao Nhân vị. Ra trường, ông được phân bổ làm sĩ quan tình báo (sĩ quan Ban 2) tại Tiểu đoàn 53 Bộ binh đóng tại Duy Xuyên, Quảng Nam. Sau Hiệp định Genève 20 tháng 7 năm 1954, ông được thăng cấp Trung úy và được bổ nhiệm làm Trưởng ty An ninh Quân đội Thừa Thiên ở Huế

### Quân đội Việt Nam Cộng hòa
Tháng 11 năm 1955, chuyển biên chế từ Quân đội Quốc gia sang phục vụ Quân đội Việt Nam Cộng hòa, ông được thăng cấp Đại úy và được bổ nhiệm làm Chánh sở An ninh Quân đội Trung phần ở Huế. Vì là một tín đồ Công giáo, đảng viên Cần Lao, lại là một sĩ quan quân đội, ông sớm được sự tín cẩn của ông Ngô Đình Cẩn. Vì vậy, cùng trong năm này, ông cùng với Trung úy Nguyễn Văn Châu được ông Ngô Đình Nhu giao nhiệm vụ tham gia thành lập Quân ủy Trung ương đảng Cần Lao

## Người thân tín của Tổng thống Diệm
Ngày 26 tháng 10 năm 1956, Quốc trưởng Ngô Đình Diệm chính thức trở thành Tổng thống Việt Nam Cộng hòa, ông được thuyên chuyển về Sài Gòn giữ chức vụ Giám đốc Nha Tổng Nghiên huấn thuộc Bộ Quốc phòng và được thăng cấp Thiếu tá. Tuy nhiên, không lâu sau thì Nha Tổng Nghiên huấn bị giải thể. Đầu năm 1957 Sở Liên lạc được thành lập, ông được thăng cấp Trung tá và được cử làm Giám đốc Sở Liên lạc trực thuộc Phủ Tổng thống, phụ tá cho ông là Đại úy Trần Khắc Kính Trên thực tế, đây là một đơn vị nghiên cứu phương án huấn luyện và tung biệt kích ra phá hoại miền Bắc. Chính vì vậy, ông được cử sang Honolulu tham gia một khóa huấn luyện đặc biệt của CIA về hoạt động bí mật và xâm nhập. Khi về nước, năm 1958, ông chỉ huy một Trung tâm Huấn luyện Biệt kích với quân số 1.840 người đặt dưới sự chỉ huy trực của Cố vấn Tổng thống Ngô Đình Nhu, mà không phải thông qua quyền lãnh đạo của các chỉ huy quân đội. Tuy nhiên, các hoạt động biệt kích này rất kém hiệu quả. Các toán xâm nhập đều bị bắt giữ khi đặt chân lên đất miền Bắc không bao lâu. Chính vì điều này, ông đã bị chỉ trích mãnh liệt do yếu kém trong điều hành chỉ huy. Trên thực tế, ngoài yếu tố bị tình báo miền Bắc phát hiện, ông chỉ là người thực hiện dưới sự chỉ đạo trực tiếp của Cố vấn Nhu và các Cố vấn Mỹ. Cùng thời điểm, Đại úy Trần Khắc Kính và Trung úy Lê Quang Triệu (em trai của ông) cũng được cử đi học khóa Tình báo Đặc biệt tại Saipan (một hòn đảo lớn ở phía bắc đảo Guam). Khi trở về Trung úy Triệu được giao cho nhiệm vụ tuyển dụng điệp viên.
Tháng 4 năm 1960, Sở Liên lạc được đổi tên thành Sở Khai thác Địa hình, nhưng tổ chức và hoạt động vẫn như cũ. Ngày 1 tháng 1 năm 1961, ông được thăng cấp Đại tá, kiêm luôn Chỉ huy trưởng Lữ đoàn Liên binh phòng vệ Phủ Tổng thống vừa được thành lập. Ngày 15 tháng 3 năm 1963, Tổng thống Diệm chính thức đổi tên Sở Khai thác Địa hình thành Lực lượng Đặc biệt, ông tiếp tục là Chỉ huy trưởng đơn vị mới này.

### Cái chết bi thảm
Dáng vẻ thấp đậm và đeo kính, một tín đồ ngoan đạo, trong chế độ Đệ Nhất Cộng hòa, ông đã được xem như là một trong số sĩ quan quân đội nhiều quyền lực nhất. Hết mực trung thành với họ Ngô, vì vậy ông bị các tướng như Nguyễn Khánh và Tôn Thất Đính ganh ghét. Trong hồi ký của mình, tướng Đỗ Mậu cũng nhận xét ông rất nổi tiếng trong quân đội về tinh thần địa phương quá khích, về thái độ mộ đạo cuồng tín và về quyết tâm phục tùng vô điều kiện mệnh lệnh đối với Tổng thống Ngô Đình Diệm. Chính vì vậy, sau khi CIA từ bỏ những điệp vụ tốn kém và không hiệu quả, Cố vấn Ngô Đình Nhu vẫn tiếp tục phát triển Lực lượng Đặc biệt trở thành một đơn vị tinh nhuệ cơ động nhằm để đàn áp các đối thủ đối lập. Với mục đích đó, ông đã trở thành một nhân vật quan trọng, được giao chỉ huy các nhiệm vụ an ninh và phản gián, công khai lẫn bí mật bảo vệ quyền lực của gia đình họ Ngô.
Uy tín của Tổng thống Diệm ngày càng xuống thấp. Đỉnh điểm với Sự kiện Phật Đản, 1963 đã làm dấy lên cuộc khủng hoảng chính trị trầm trọng tại miền Nam Việt Nam. Để nhanh chóng trấn áp phong trào Phật giáo và các nhóm đối lập, Ngô Đình Nhu đã lên kế hoạch tấn công các cơ sở Phật giáo, quan trọng nhất là vụ tấn công chùa Xá Lợi. Trong sự việc này, Lực lượng quân đội bị cấm trại và các đơn vị dưới quyền chỉ huy của ông đã tấn công vào chùa Xá Lợi vào ngày 21 tháng 8 năm 1963 dưới bộ quân phục của Quân đội Việt Nam Cộng hòa.
Các quan chức Mỹ rất phẫn nộ trước vụ việc, đe dọa sẽ rút lại viện trợ cho Lực lượng Đặc biệt, trừ khi họ được sử dụng trong cuộc chiến chống Cộng. Vụ tấn công tuy tạm thời làm lắng xuống sự chống đối, nhưng đó chỉ là sự ngấm ngầm để bùng phát dữ dội hơn. Vì là một người trung thành với họ Ngô, đồng thời phải là người chịu trách nhiệm trực tiếp trong vụ tấn công chùa Xá Lợi, ông tự nhiên trở thành người đầu tiên phải diệt trừ nếu có đảo chính xảy ra. Chính vì vậy, ngày 19 tháng 10 năm 1963, tướng Paul D. Harkins, chỉ huy trưởng Bộ chỉ huy Viện trợ Quân sự Mỹ tại Việt Nam đã thông báo cho Tổng thống Diệm biết ngân khoản Hoa Kỳ dành cho Lực lượng Đặc biệt đã bị cắt giảm.
Một kế hoạch khác cũng được giao cho ông nhưng chưa kịp thực hiện. Theo đó, các binh sĩ thuộc Lực lượng Đặc biệt sẽ cải trang và ám sát Đại sứ Henry Cabot Lodge, Jr. và một số quan chức chủ chốt của Tòa Đại sứ Hoa Kỳ. Tòa Đại sứ cũng sẽ bị người của Lực lượng Đặc biệt đốt cháy. Tuy nhiên, có lẽ giờ chót, kế hoạch này đã bị hoãn lại.
Trước khi Cuộc đảo chính 1/11/1963 nổ ra, các tướng lĩnh đảo chính đã khéo léo tạo ra một tin giả, làm Tổng thống Diệm ra lệnh điều Lực lượng Đặc biệt ra vùng Hố Bò, Củ Chi, đồng thời điều Sư đoàn 5 Bộ binh về bảo vệ Sài Gòn. Tổng thống Diệm không thể ngờ đây lại là kế "Rút củi đáy nồi" và "Giấu trời qua biển" trong binh pháp (đưa bớt Lực lượng bảo vệ ông ra ngoài và điều Lực lượng đảo chính vào nội ô).
Cẩn thận hơn, ngay ngày nổ ra cuộc đảo chính, các tướng lĩnh cầm đầu còn dẫn dụ bắt giữ ông và em ông là Thiếu tá Lê Quang Triệu, Tham mưu trưởng Lực lượng Đặc biệt, tại Bộ Tổng Tham mưu. Sáng ngày 1 tháng 1 năm 1963, Đại tá Lê Quang Tung cũng như tất cả các vị Tư lệnh mọi quân binh chủng và Giám đốc nha sở tại Sài Gòn đều được lệnh của Trung tướng Trần Văn Đôn, Quyền Tổng Tham mưu trưởng Quân đội Việt Nam Cộng hòa, mời về họp tại Bộ Tổng Tham mưu. Cả hai anh em ông đều không thể ngờ lệnh triệu tập này là bản án tử hình của mình. Tối ngày 1 tháng 11, hai ông bị giết chết. Thân xác của hai anh em bị thất lạc cho đến tận ngày nay.

## Gia đình
Đại tá Lê Quang Tung là người con thứ 5 trong một gia đình có 9 anh chị em gồm 6 trai, 3 gái. Em trai út của ông là Lê Quang Triệu, nguyên là Thiếu tá Tham mưu trưởng Lực lượng Đặc biệt, bị sát hại cùng ngày với ông.